# Wolke Janssens
Wolke Janssens (Peer, 1º agosto 1995) è un calciatore belga, difensore del Sint-Truiden.

## Caratteristiche tecniche
Nato come centravanti, adotta il ruolo di difensore centrale durante la sua esperienza al Sint-Truiden.

## Carriera
Cresciuto nelle giovanili del Genk, nel 2014 è stato acquistato dal Dessel Sport. Ha esordito il 2 agosto in occasione del match di campionato perso 1-0 contro il Tubize-Braine.